# Tatra 87
La Tatra 87 est une routière tchécoslovaque, produite entre 1936 et 1950 par le constructeur automobile Tatra. Elle est propulsée par un moteur V8 de 3 litres, à arbres à cames en tête, refroidi à l'air et monté à l'arrière, délivrant une puissance de 85 chevaux qui pouvait amener le véhicule à près de 160 km/h. Elle fait partie des véhicules les plus rapides de son époque, mais est surtout la moins gourmande (12,5 litres aux cent) alors que la concurrence consommait en général le double. Après la guerre, elle fut équipée du moteur V8 de 2,5 litres de la T603, plus moderne.

## Conception
La Tatra 87 a une carrosserie unique. Sa forme « simplifiée » (streamlined) fut conçue par Hans Ledwinka et Erich Übelacker, et se basait sur la Tatra 77, la première voiture à être conçue sur des principes aérodynamiques. Le dessin de carrosserie fut proposé par Paul Jaray, d'ascendance Hongroise, qui créa les fameux dirigeables Graf Zeppelin. Un aileron au milieu de l'arrière aidait à répartir les pressions d'air des deux côtés de la voiture, technique qui fut reprise par la suite sur certains avions. La Tatra T87 avait un coefficient de pénétration de 0,36 testé dans le tunnel VW en 1979 et de 0,244 pour un modèle réduit à l'échelle 1:5 testé en 1941.

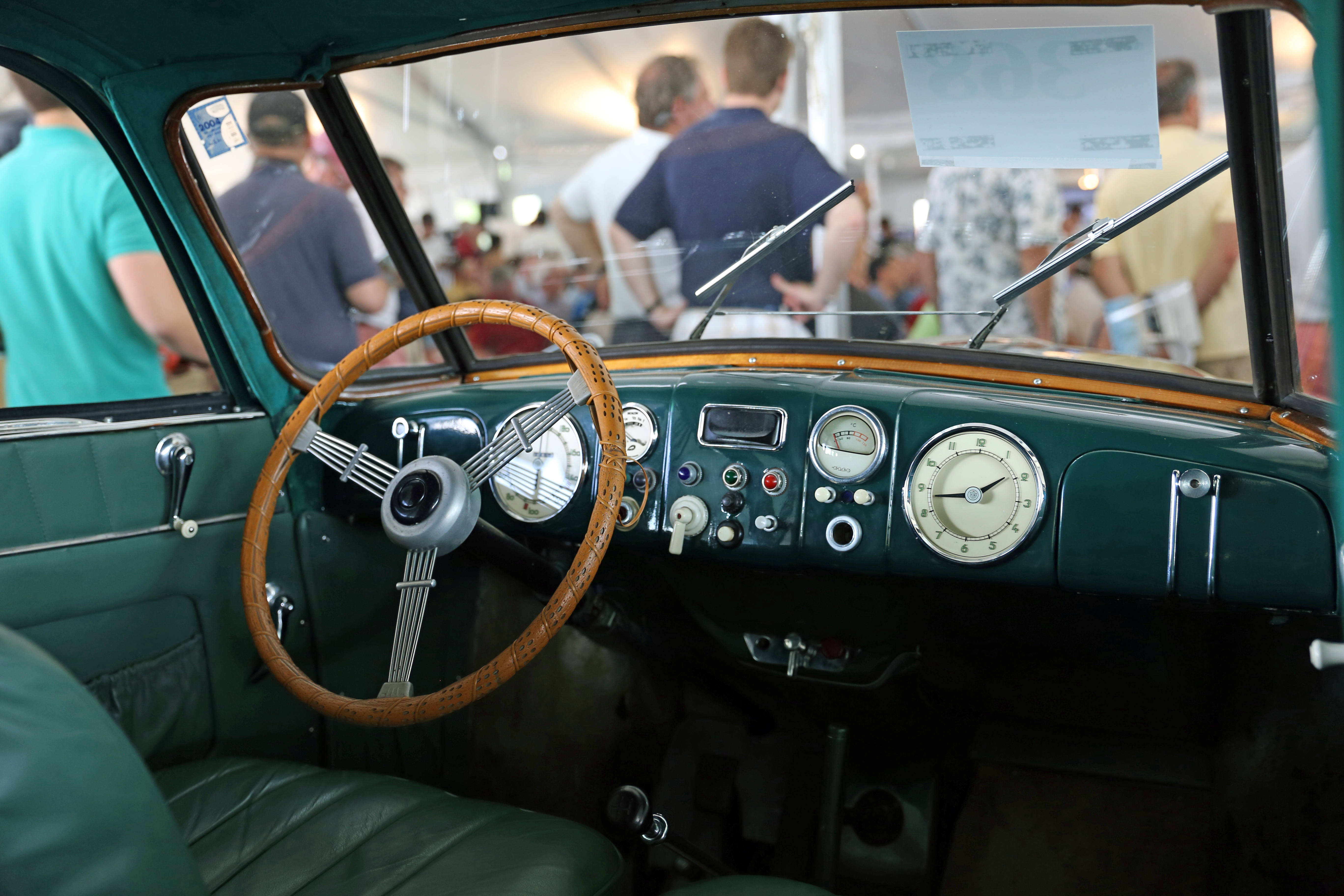
Tableau de bord d'une T87 de 1947

Les petites fenêtres arrière, le capot moteur arrière et les louvres amenant l'air au moteur réduisaient la visibilité arrière. La partie arrière de la carrosserie pouvait se lever pour donner accès au moteur. Les portières avant étaient de type suicide (s'ouvrant vers l'arrière) tandis que les portières arrière s'ouvraient en sens inverse.
De nombreux éléments des Tatra 87, Tatra V570 et de la T97 furent copiés par de nombreux fabricants automobiles, dont Ferdinand Porsche n'est pas le moindre puisqu'il s'inspira largement de la Tatra 87 et de la T97 et du moteur quatre cylindres à plat pour créer la Volkswagen Coccinelle, et fut poursuivi en justice par Tatra.
En 1940, elle se vendait neuve à 25 000 SFr. Aujourd'hui, les prix atteignent 125 000 dollars pour un modèle en état collection.

## Divers
C'est avec une Tatra 87 qu'Hanzelka et Zikmund effectuèrent leur premier voyage de 1947 à 1950 en Afrique et Amérique du Sud.

## Galerie

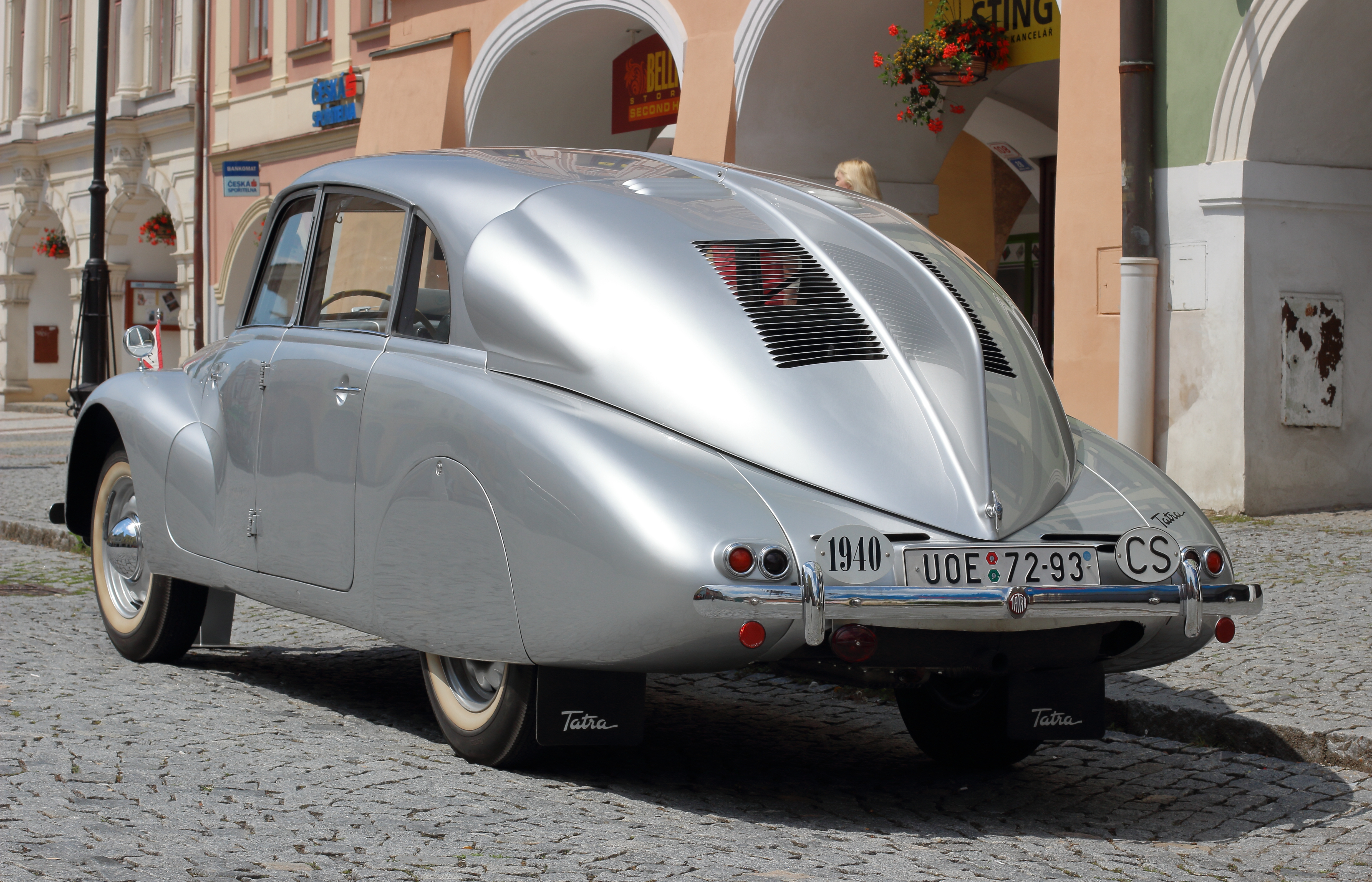
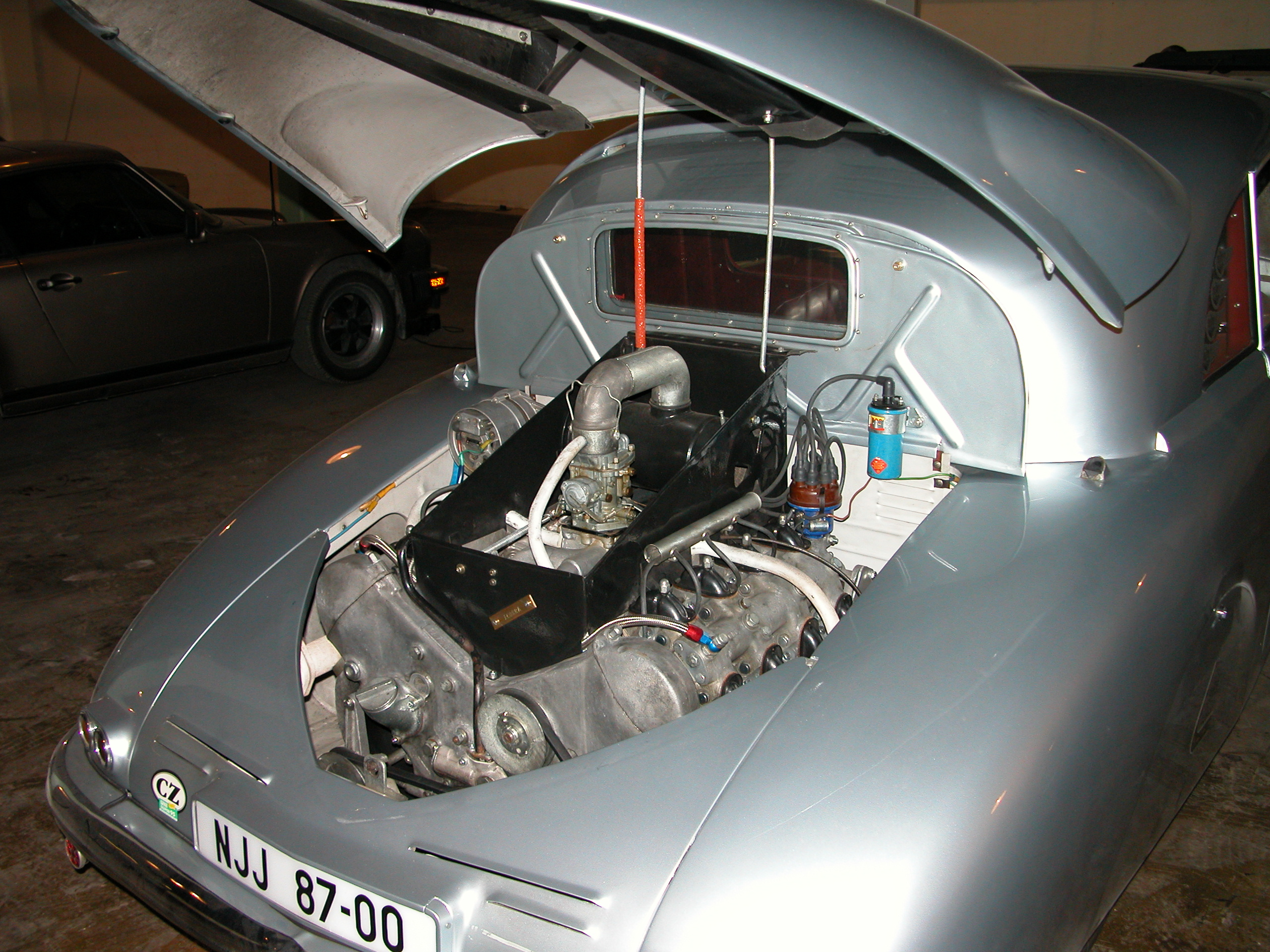
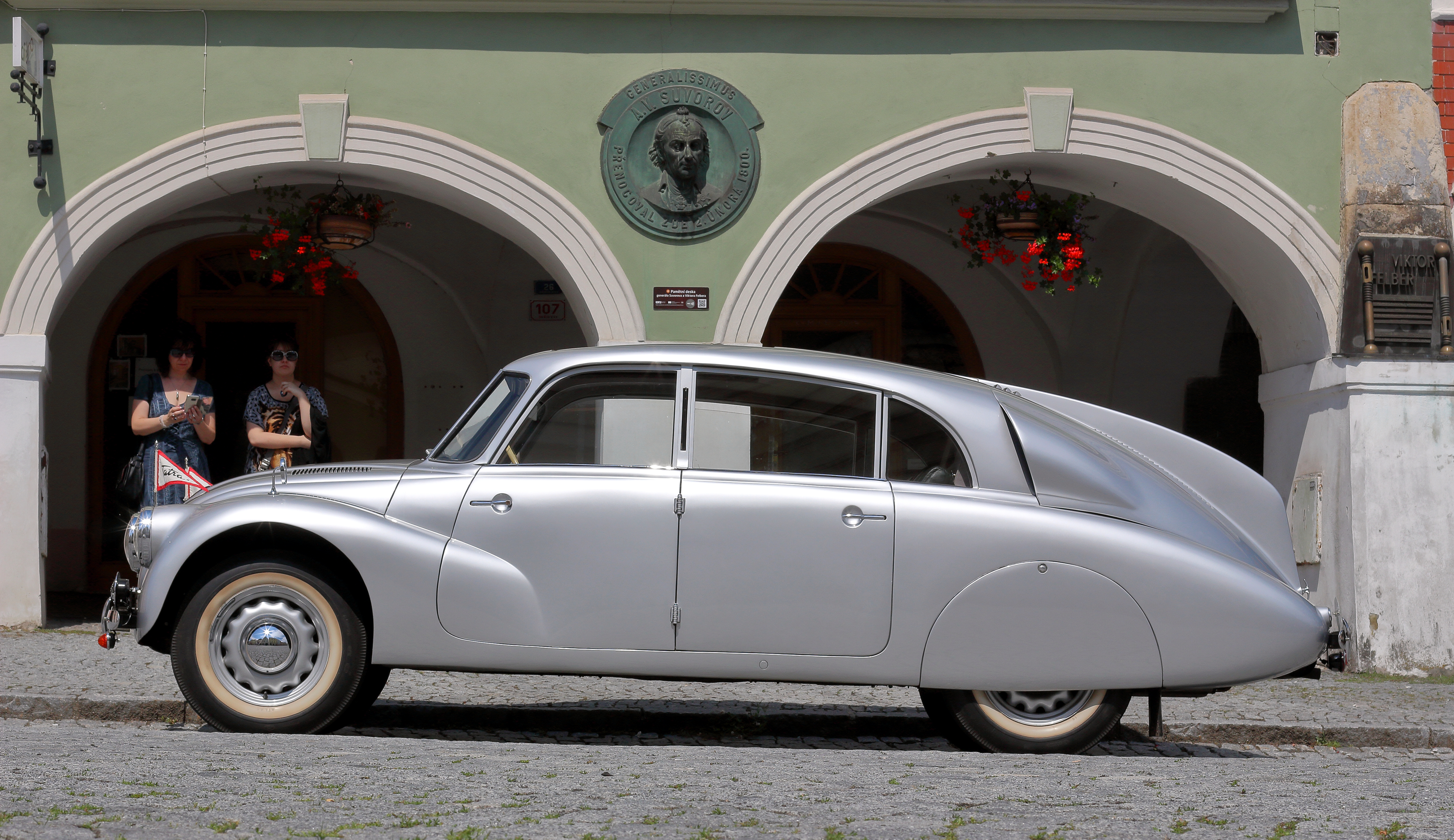

## Propriétaires célèbres
- Eliška Junková
- Ernst Heinrich Heinkel
- Felix Wankel
- Emil František Burian
- Vítězslav Nezval
- Erwin Rommel
- John Steinbeck
- Andreï Ieremenko
- Farouk d'Égypte
- Josef Beran
- Edvard Beneš
- Antonín Zápotocký
- Jay Leno
- Norman Foster